# Uwe Fröschke
Uwe Fröschke (* 6. Mai 1961; † 28. Oktober 2011) war ein deutscher Handballspieler. In der Bundesliga war er für den VfL Hameln aktiv.

## Karriere
Der als Rechtsaußen eingesetzte Fröschke spielte bis 1988 beim VfL Hameln zunächst in der Regionalliga. In der Saison 1982/83 gelang der Mannschaft der Aufstieg in die 2. Bundesliga und verpasste in den beiden folgenden Saisons den „Durchmarsch“ in die Bundesliga nur knapp. Zunächst als Tabellendritter die Aufstiegsspiele in die Bundesliga bei Punktgleichheit mit der SG Weiche-Handewitt aufgrund einer um zehn Tore schlechteren Tordifferenz. Danach erreichte man zwar die Entscheidungsspiele, unterlag aber Frisch Auf Göppingen. In der Saison 1985/86 wurde man dann Meister der 2. Bundesliga Nord und Fröschke stieg mit Hameln auf. Als Tabellenletzter folgte der direkte Abstieg und er wechselte 1988 zum Klassenkonkurrenten TSV GWD Minden. Nach einer Saison wechselte er zurück nach Hameln, um in der 4. Mannschaft zu spielen.
Am 22. Oktober 2011 starb Fröschke.

## Erfolge
- Aufstieg in die Bundesliga (1): 1986
- Aufstieg in die 2. Bundesliga (1): 1983